# 松代鉱山の霰石産地

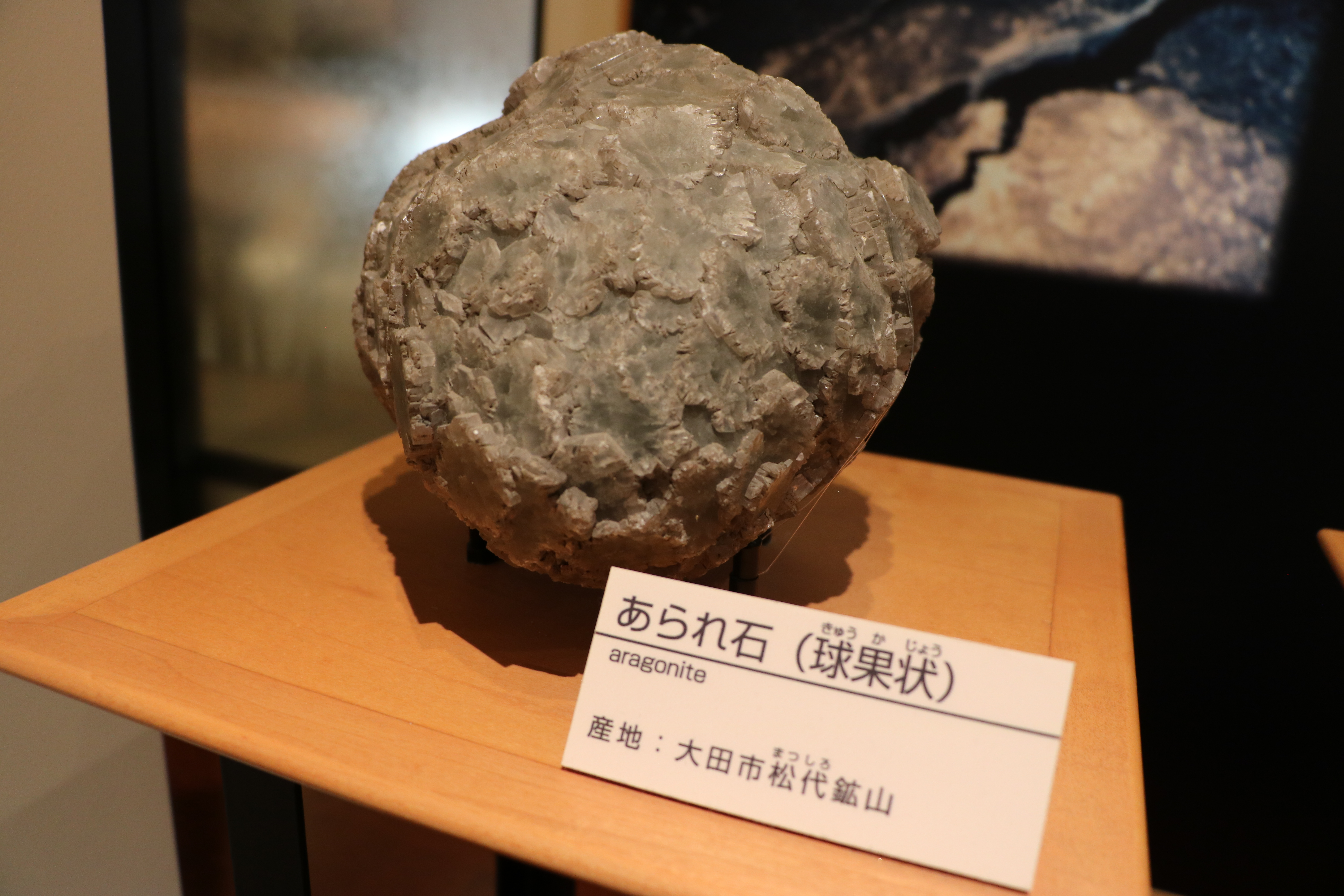
松代鉱山の霰石。直径約20センチほどの球果状のもの。
島根県立三瓶自然館（サヒメル）常設展示物。2021年3月26日撮影。

松代鉱山の霰石産地（まつしろこうざんのあられいしさんち）とは、島根県大田市久利町松代にある、アラレ石が団塊の状態で産出する国の天然記念物に指定された地層である。
霰石（あられいし、aragonite、アラゴナイト）とは炭酸カルシウムで組織された炭酸塩鉱物の一種で、様々な形状の結晶があり一般的には小さく微細なものが多く、さほど珍しいものではないが、ここ松代鉱山の霰石は黄色がかった乳白色を帯びた団塊の状態で産出し、中には直径30cmを超えるものが含まれる。これほど大きな霰石の団塊が多数産出する地層は世界的にも珍しいことから、産出する地点が1959年（昭和34年）7月24日に国の天然記念物に指定された。

## 解説

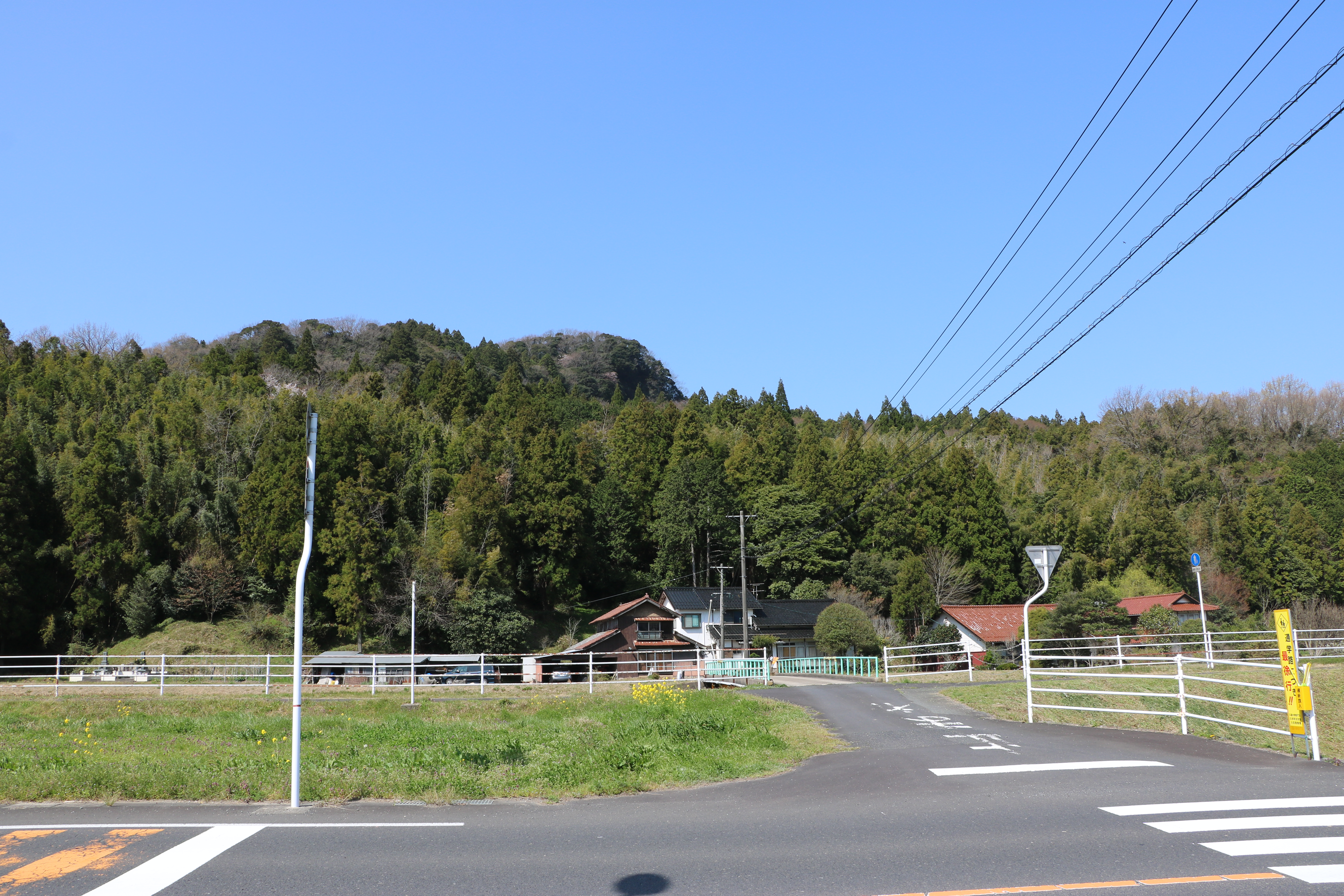
閉山した松代鉱山を東方の島根県道46号大田桜江線より撮影。2021年3月26日撮影。

松代鉱山の霰石産地は島根県中部の大田市中心市街地から南西方向に約4キロメートルほどの、同市久利町松代地区と同市長久町延里地区にまたがる松代鉱山（廃坑・閉山）の一角に所在する。この場所は世界遺産石見銀山の鉱山町である大森町から流れる静間川水系銀山川の8キロメートルほど下流左岸の小高い丘陵上に位置している。
松代鉱山は石膏を産出する鉱山で、明治時代後期に採掘がはじまり1970年代まで操業していたが、今日では閉山しているため鉱山跡地への立ち入りは出来ない。霰石はこの鉱山の石膏を採掘するために掘られた坑道から出る掘削土中の、風化して粘土化した火砕岩の中から産出されたが、鉱山の稼働中は石膏以外の鉱物は霰石も含め利用価値のないものとして廃棄されていたという。しかし鉱物学や結晶学の観点からは、古くからその学術的価値や希少性が指摘されており、1934年（昭和9年）に島根県が編集作成した『島根縣下指定史蹟名勝天然記念物』、および1938年（昭和13年）の『島根縣指定史蹟名勝天然記念物並国宝概説』では「霰石産地」として詳細な解説文が記載されており、すでに1922年（大正11年）6月28日付で天然記念物に仮指定されている。ただし実際に国の天然記念物に指定されたのは、仮指定から37年後の1959年（昭和34年）7月24日である。
産出する霰石は三連偽六方双晶をつくり、主成分は炭酸カルシウムであるが、微量のストロンチウムと鉛が含まれ、まれに亜鉛が含まれることもある。断面は樹脂光沢をもち、菊の花のような模様に見える美しいもので鉱物学上の価値が高い。
天然記念物に指定された松代鉱山産の霰石は地中にあるため指定地では見ることが出来ず、実物は島根県立三瓶自然館（サヒメル）や石見銀山資料館、大田市役所などが保有管理しており、展示期間中は見学することができる。また、東京の上野恩賜公園内に所在する国立科学博物館上野本館にも、松代鉱山から産出した「あられ石」の実物が常設展示されている。

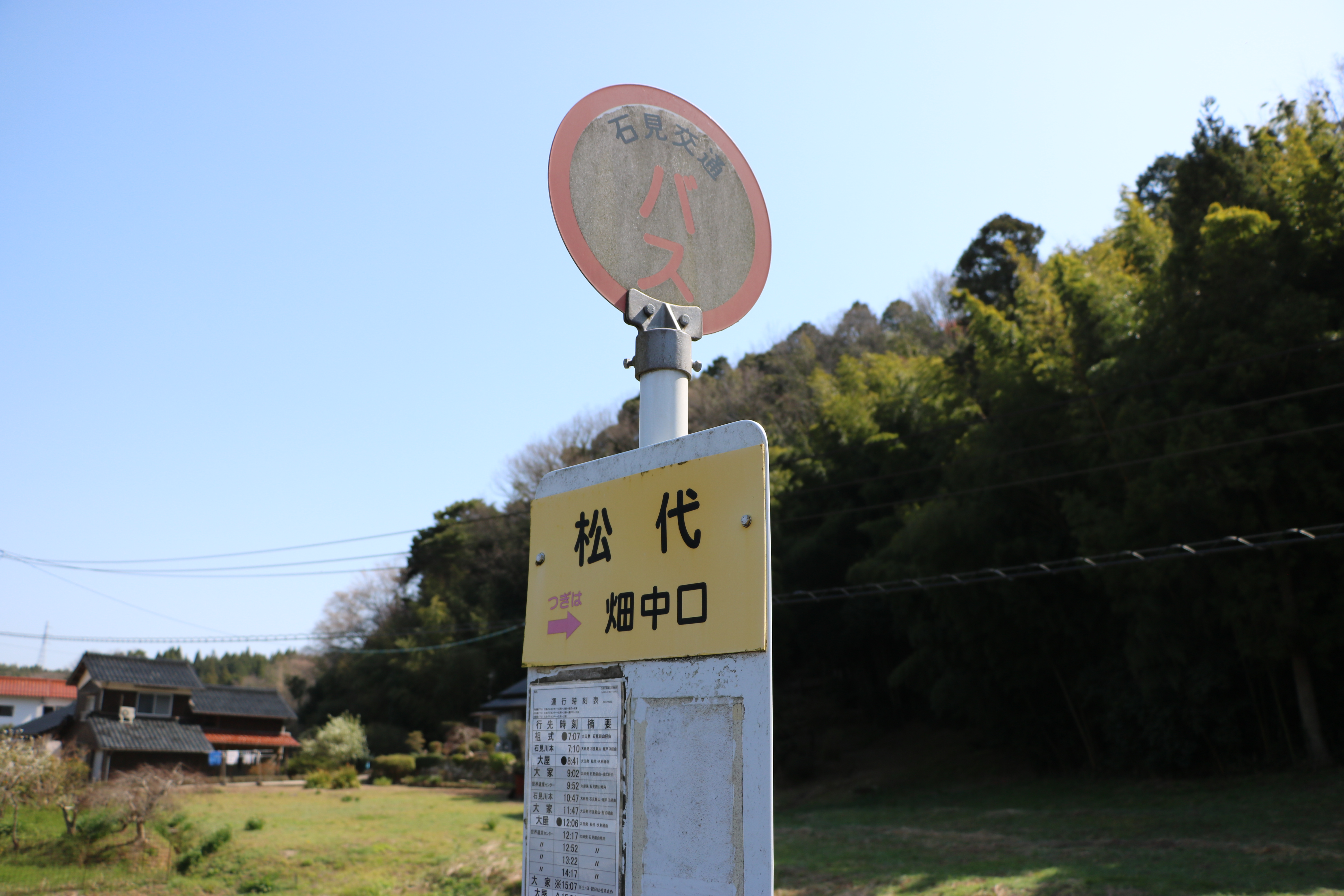
指定地最寄りの松代バス停。
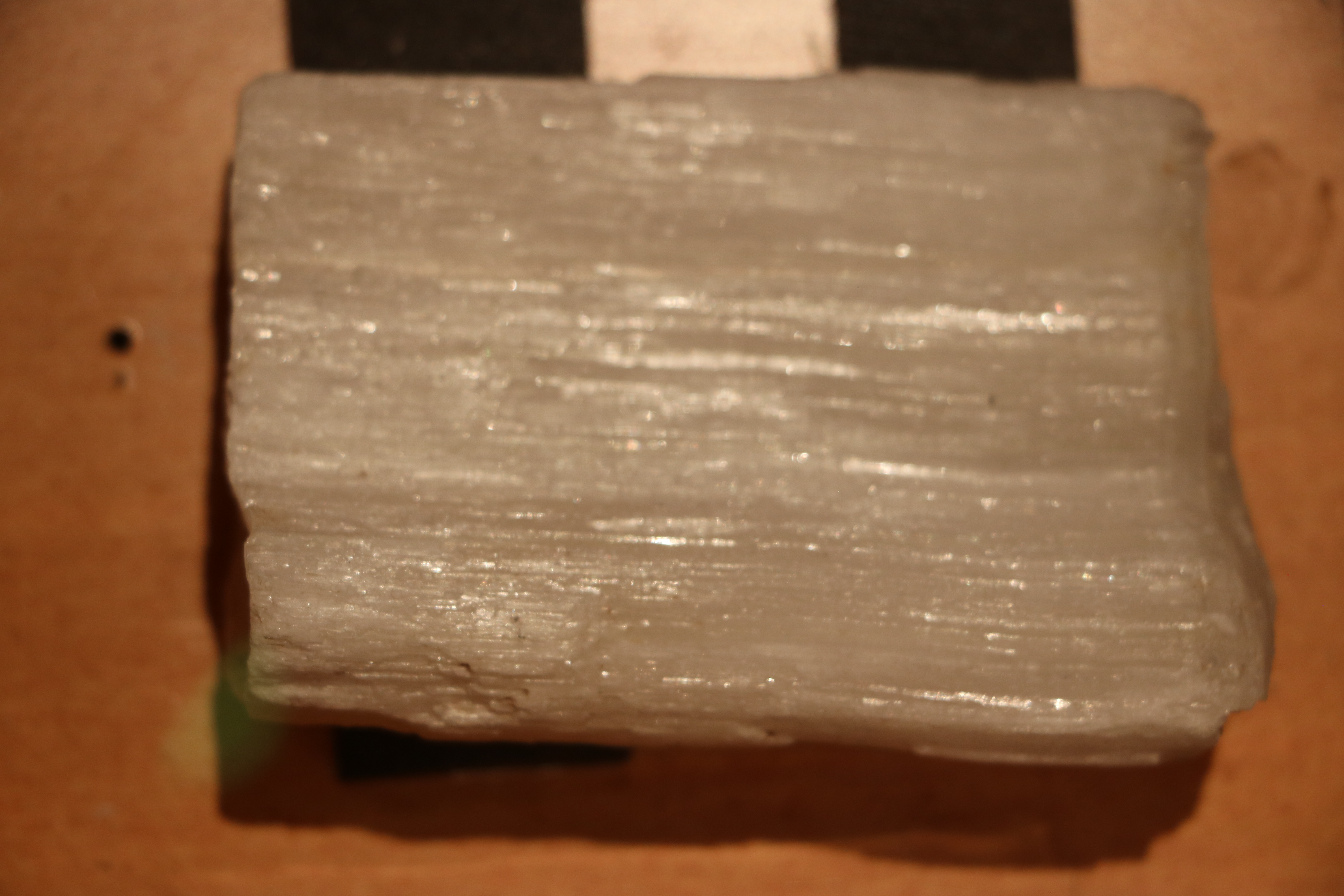
松代鉱山産出の石膏。島根県立三瓶自然館（サヒメル）常設展示物[† 1]。
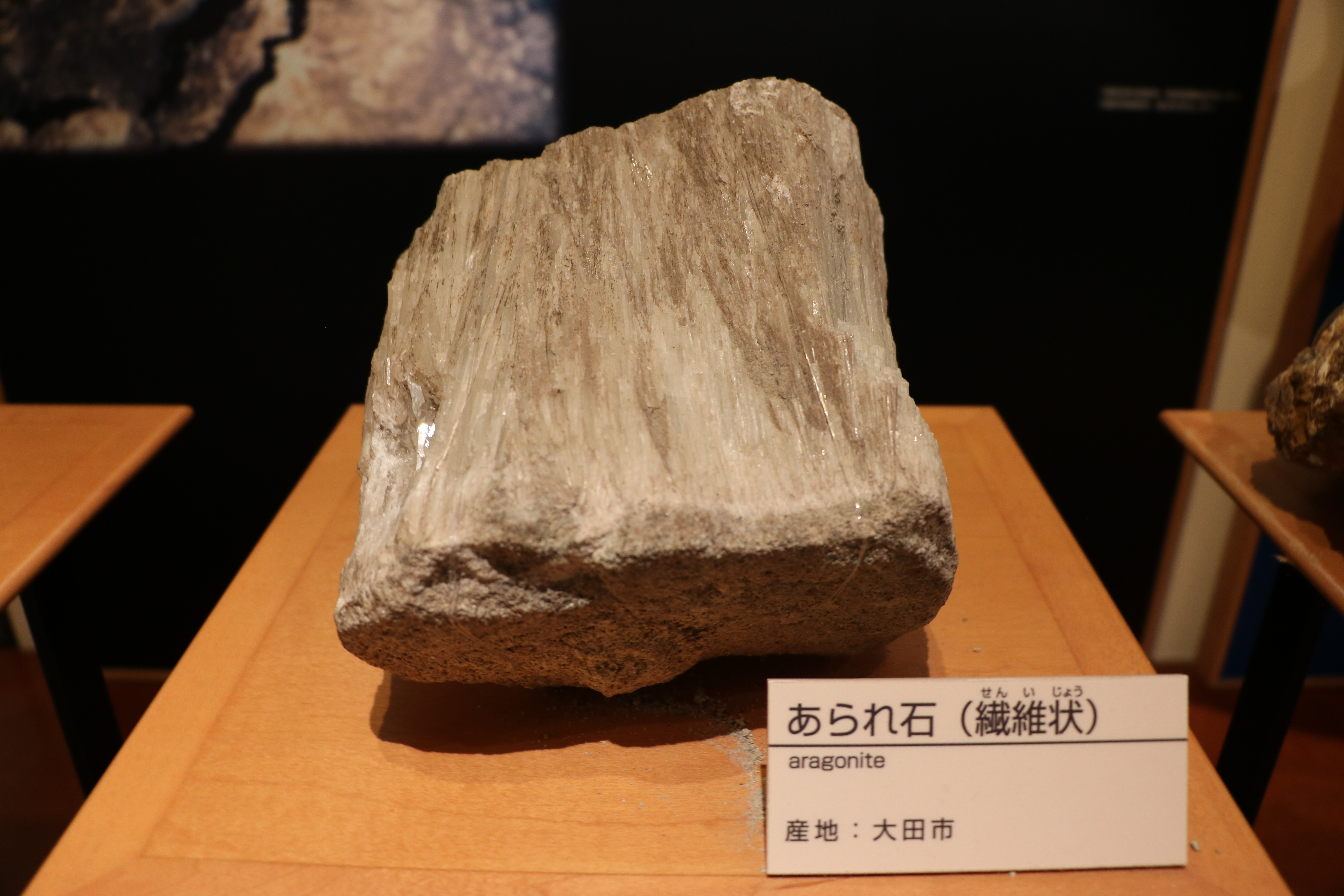
繊維状の霰石。大田市産出。島根県立三瓶自然館（サヒメル）常設展示物[† 1]。
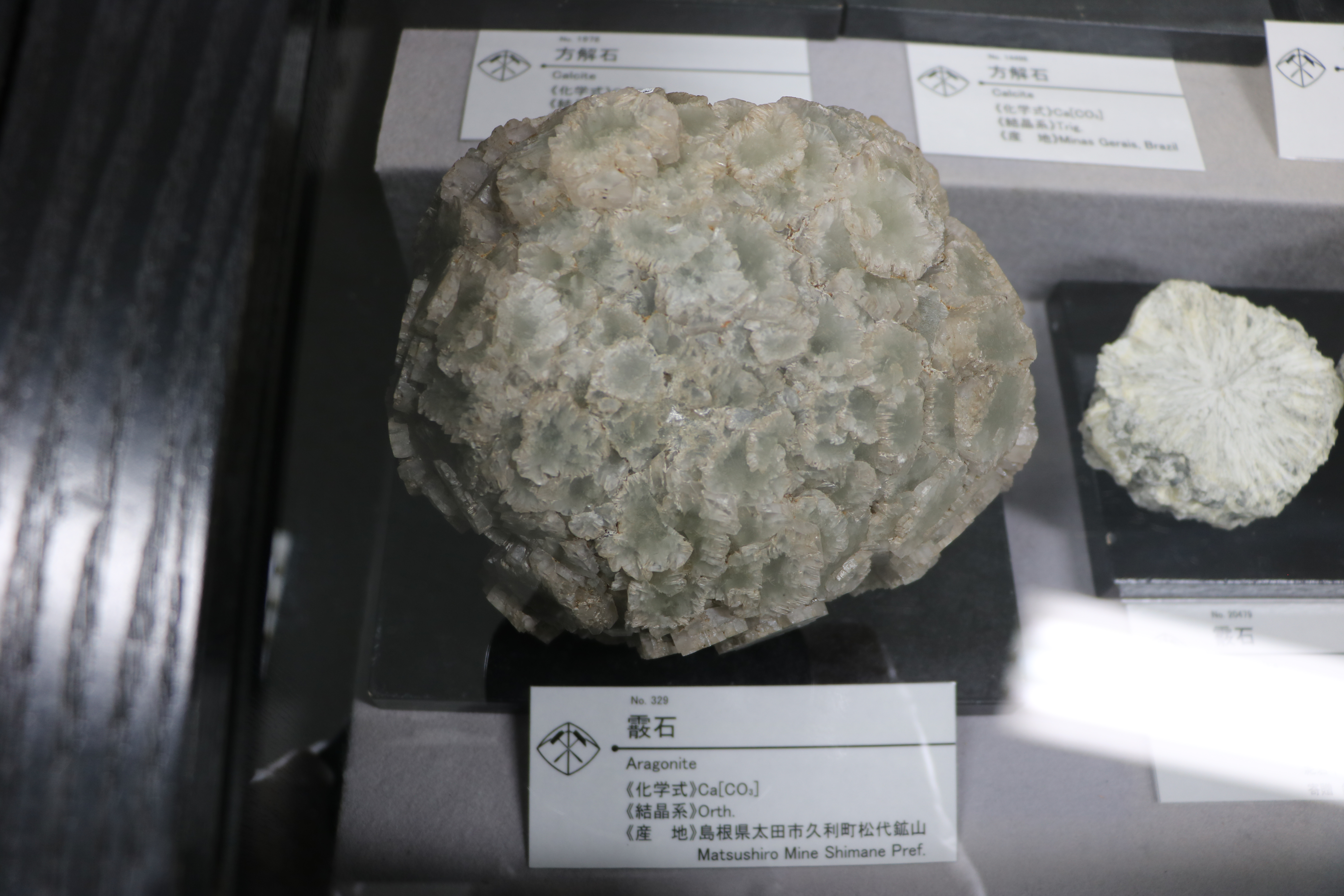
松代鉱山産出の霰石。秋田大学附属鉱業博物館常設展示物。2022年9月7日撮影。

## 交通アクセス
所在地
- 島根県大田市久利町松代。

交通
- JR山陰本線大田市駅より石見交通バスに乗車。松代下車[7]。ただし、天然記念物は産出地としての指定であり、霰石は地中にあるため指定地を訪れても見ることは出来ない。